# Bonfinópolis de Minas
Bonfinópolis de Minas is een gemeente in de Braziliaanse deelstaat Minas Gerais. De gemeente telt 5.869 inwoners (schatting 2009).

## Aangrenzende gemeenten
De gemeente grenst aan Brasilândia de Minas, Dom Bosco, Natalândia, Riachinho, Santa Fé de Minas, Unaí en Uruana de Minas.